# Brownsbank Cottage
Das Brownsbank Cottage ist ein Wohngebäude nahe der schottischen Ortschaft Elsrickle in der Council Area South Lanarkshire. 1987 wurde das Bauwerk in die schottischen Denkmallisten in der höchsten Denkmalkategorie A aufgenommen.

## Geschichte
Das Gebäude wurde vermutlich im zweiten Viertel des 19. Jahrhunderts als Arbeiterbehausung erbaut. Bekannt wurde es durch den schottischen Dichter Hugh MacDiarmid, der es zusammen mit seiner Ehefrau ab 1951 bis zu seinem Tod 1978 bewohnte. Der Biggar Museum Trust erwarb Brownsbank Cottage nach ihrem Tod und stellte den Zustand zu MacDiarmids Lebzeiten wieder her. Es wird schottischen Schriftstellern zur Verfügung gestellt. Zu den bisherigen Bewohnern zählen Matthew Fitt und der Booker-Prize-Nominierte James Robertson.

## Beschreibung
Brownsbank Cottage liegt in dem Weiler Candymill abseits der A702. Das einstöckige Gebäude ist drei Achsen weit. Sein Mauerwerk besteht aus Bruchstein, wobei Details mit Naturstein abgesetzt sind. Teile der Fassaden sind mit Harl verputzt. Es sind vierteilige Sprossenfenster verbaut. An der ostexponierten Frontseite tritt mittig ein Wintergarten heraus. Die Küche geht hingegen von der Rückseite ab. Das Gebäude schließt mit einem schiefergedeckten Satteldach mit giebelständigen Kaminen.